# قره‌اوی (ایله)
قره‌اوی (به قزاقی: Karaoy) یک منطقهٔ مسکونی در قزاقستان است که در شهرستان ایله، قزاقستان واقع شده‌است.